# ورزشگاه مادیرا
ورزشگاه مادیرا (به پرتغالی: Estádio da Madeira)، که سابقاً با نام ورزشگاه مهندس روی آلوش شناخته می‌شد، ورزشگاه فوتبالی در فونشال، مادیرا، پرتغال است. نام غیررسمی آن، ورزشگاه شوپانا است و در وهله نخست، به عنوان ورزشگاه خانگی باشگاه ورزشی ناسیونال استفاده می‌شود.
این ورزشگاه در حال حاضر ۵٬۱۳۲ نفر صندلی ظرفیت دارد و در سال ۲۰۰۰ با یک جایگاه ۲٬۵۰۰ نفری ساخته شد و ناسیونال به این نقل مکان کرد. پیش از آن، ناسیونال بازی‌های خانگی خود را در ورزشگاه شهری ماریتیمو برگزار می‌کرد. این ورزشگاه در شهرک ورزشی باشگاه ورزشی ناسیونال قرار دارد و شامل زمین‌های تمرین و یک کمپ جوانان با نام کمپ فوتبال کریستیانو رونالدو است که به افتخار کریستیانو رونالدو نامگذاری شده. این شهرک ورزشی در شمال فونشال در ارتفاعات رشته کوه‌های ناحیه شوپانا واقع شده‌است.
در ژانویه ۲۰۰۷ و پس از صرف مبلغ ۲۰ میلیون یورو، ظرفیت ورزشگاه با ساخت یک جایگاه دیگر به ۵٬۱۳۲ صندلی افرایش یافت. در حال حاضر، این ورزشگاه تنها دو جایگاه تمام صندلی دارد که در تمام طول زمین امتداد یافته و دو انتهای زمین با فنس‌های بلند اشغال شده است. در ۱ ژوئن ۲۰۰۷ و پس از توافق با مقامات محلی، نام ورزشگاه به مادیرا تغییر یافت. نام جدید نشانی است از آنکه این ورزشگاه، مدرن‌ترین مجموعه ورزشی در جزیره مادیرا است، اگرچه بزرگترین آنها نیست. عنوان بزرگترین مجموعه ورزشی مادیرا را ورزشگاه شهری دوش باریروش در اختیار دارد که متعلق به رقیب همشهری ناسیونال، ماریتیمو است. همچنین در سال ۲۰۰۷، نام کمپ آکادمی باشگاه را به کمپ فوتبال کریستیانو رونالدو تغییر نام دادند.

## واژه‌نامه
1. ↑  Choupana
2. ↑  Estadio Eng. Rui Alves
3. ↑  Estádio da Choupana
4. ↑  (به پرتغالی: Cidade Desportiva do C.D. Nacional)، (به انگلیسی: Lang-en، C.D Nacional Sport City)
5. ↑  (به پرتغالی: Cristiano Ronaldo Campus Futebol)، (به انگلیسی: Cristiano Ronaldo Football Campus)